# Lemma von Hartogs
In der Funktionentheorie wird üblicherweise als Lemma von Hartogs (manchmal auch Kontinuitätssatz von Hartogs) eine Aussage bezeichnet, wonach eine in einer Umgebung des Randes eines Polyzylinders definierte holomorphe Funktion in den ganzen Polyzylinder holomorph fortgesetzt werden kann.

## Aussage
Sei {\displaystyle P:=\left\{(z_{1},\dots ,z_{n})\in \mathbb {C} ^{n}\,:\,\left|z_{j}\right|<1\;j=1,\dots ,n\right\}} der Einheits-Polyzylinder in {\displaystyle \mathbb {C} ^{n},\quad n>1}, {\displaystyle V\subseteq \mathbb {C} ^{n}} eine Umgebung des Randes {\displaystyle \partial P} derart, dass {\displaystyle V\cap P} zusammenhängend ist. Dann existiert für jede holomorphe Funktion {\displaystyle f\colon V\rightarrow \mathbb {C} } eine holomorphe Funktion {\displaystyle F\colon V\cup P\rightarrow \mathbb {C} } so, dass {\displaystyle F|_{V}=f} gilt, also {\displaystyle F} eine holomorphe Fortsetzung von {\displaystyle f} auf ganz {\displaystyle P} darstellt.

## Bedeutung
Die Bedingung {\displaystyle n>1} ist wesentlich. Im komplex-eindimensionalen Fall ist eine entsprechende Aussage falsch; z. B. ist die Funktion {\displaystyle f\colon \mathbb {C} ^{*}\rightarrow \mathbb {C} ,\;z\mapsto {\tfrac {1}{z}}} holomorph in einer Umgebung des Randes der Einheitskreisscheibe, besitzt aber offensichtlich keine holomorphe Fortsetzung im Nullpunkt. Im höherdimensionalen Fall kann dieses Phänomen jedoch nicht mehr auftreten, weil die Singularitäten holomorpher Funktionen nicht mehr isoliert liegen und in keinem Kompaktum innerhalb des Polyzylinders Platz fänden, also ebenfalls am Rand liegen würden, was aber nach der Voraussetzung des Satzes ausgeschlossen ist.